# Zomato
Zomato è un servizio di ricerca e scoperta ristoranti fondato nel 2008 da Deepinder Goyal e Pankaj Chaddah. Zomato fornisce informazioni, menù e recensioni di ristoranti e offre anche opzioni di consegna di cibo da ristoranti in collaborazione nelle città selezionate.
Attualmente l'azienda opera in 24 nazioni, ed in più di 10 000 città.

## Storia

Nazioni in cui è disponibile Zomato

Zomato è stata fondata come Foodiebay nel 2008 e ribattezzata Zomato nel 2010. Nel 2011, Zomato si è espansa in tutta l'India fino a Delhi, Mumbai, Bangalore, Chennai, Pune e Calcutta.
Nel 2012, la società ha ampliato le sue attività a livello internazionale in diversi paesi, tra cui Emirati Arabi Uniti, Sri Lanka, Qatar, Regno Unito , Filippine, e Sudafrica.  
Nel 2013, Zomato è stato lanciato in Nuova Zelanda, Turchia, Brasile e Indonesia, con il suo sito e le app disponibili in turco, portoghese brasiliano, indonesiano e inglese. 
Nell'aprile 2014, Zomato ha lanciato i suoi primi servizi in Portogallo, seguiti poi dai lanci in Canada, Libano e Irlanda.
L'acquisizione del portale alimentare Urbanspoon con sede a Seattle ha segnato l'ingresso dell'azienda negli Stati Uniti, in Canada e in Australia e l'ha portata in diretta concorrenza con modelli simili come Yelp e Foursquare.
Con l'introduzione dei domini .xxx nel 2011, Zomato ha anche lanciato zomato.xxx, un sito dedicato all'ossessione per il cibo.
Nel settembre 2017, Zomato ha affermato che la società era "diventata redditizia" in tutti i 24 paesi in cui operava e ha introdotto un modello a "zero commissioni" per i ristoranti in collaborazione.
Nell'ottobre 2018, Zomato ha raccolto $ 210 milioni dall'affiliata di pagamento Ant Financial di Alibaba. Ant Financial ha ricevuto una partecipazione di proprietà di oltre il 10% dell'azienda come parte dell'operazione, che ha valutato l'attività di Zomato per circa $ 2 miliardi. Prima del 2018, Zomato aveva raccolto altri 150 milioni di dollari, anche da Ant Financial.

## Acquisizioni
Come indicato precedentemente la storia di Zomato è costellata dall'acquisizione di svariate startup in tutto il mondo. Nel luglio 2014, Zomato ha fatto la sua prima acquisizione, Menu-mania per una somma non rivelata. La società ha perseguito altre acquisizioni come lunchtime.cz e obedovat.sk per un totale di $ 3,25 milioni. Nel settembre 2014, Zomato ha acquisito il servizio di ricerca di ristoranti Gastronauci con sede in Polonia per una somma non divulgata. Tre mesi dopo, ha acquisito il servizio di ricerca di ristoranti italiani Cibando.
Nel 2015 l'azienda ha acquistato il portale alimentare di Seattle, Urbanspoon per circa 60 milioni di dollari. Altre acquisizioni del 2015 includono Mekanist, la startup con sede a Delhi MapleGraph che ha costruito Maple-POS (ribattezzato Zomato Base), e NexTable, una piattaforma di prenotazione di tavoli e gestione di ristoranti con sede negli Stati Uniti.
Nel 2016, la società ha acquisito Sparse Labs, una startup di tecnologia logistica e nel 2017 la start-up per la consegna di alimenti Runnr.
Nel settembre 2018, l'azienda ha acquistato l'intermediario alimentare TongueStun Food, per circa $ 18 milioni in un affare in contanti e azioni. Nel dicembre 2018, Zomato ha acquisito una startup con sede a Lucknow, TechEagle Innovations, che lavorava esclusivamente su droni, per un importo non divulgato. La società ha affermato che l'acquisizione aiuterà a spianare la strada alla consegna di cibo in India basata sui droni, costruendo la tecnologia mirata a una rete di consegna tra punti nodali.
Il 21 gennaio 2020, Zomato ha acquisito l'attività del rivale Uber Eats per tutto il mercato dell'India tramite una cessione azionaria.